# Il rinomato catalogo Walker & Dawn
Il rinomato catalogo Walker & Dawn è un romanzo per ragazzi di Davide Morosinotto, pubblicato nel 2016 nella collana Ragazzi Mondadori.
Ambientato nella Louisiana di inizio novecento, racconta le avventure di Eddie, Te Trois, Julie e Tit, quattro amici che dopo aver ricevuto per errore un prezioso orologio decidono di mettersi in viaggio verso Chicago per ottenere la ricompensa promessa da Mr. Walker, proprietario dell'omonimo catalogo. La storia è divisa in quattro parti, ciascuna narrata con il punto di vista di uno dei quattro amici.

## Storia editoriale

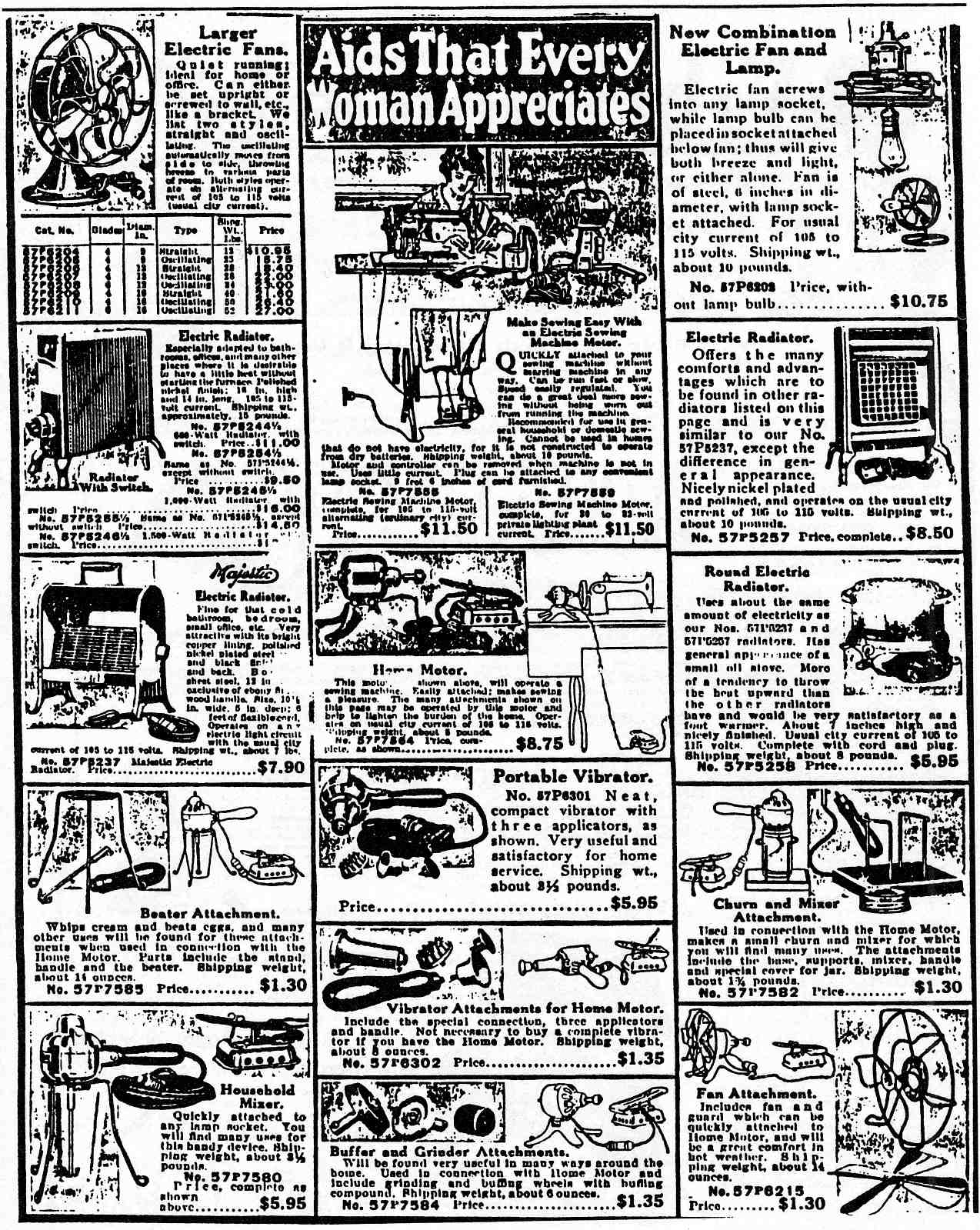
Il catalogo Sears, che ha ispirato il libro

Il soggetto del libro è ispirato al Sears & Roebuck Catalogue; l'autore ha dichiarato in un'intervista:  
Dopo circa due anni di ricerche sulla storia degli Stati Uniti di inizio novecento, Morosinotto iniziò la prima stesura che richiedette circa un mese di lavoro per essere completata. Nella prima versione la storia era divisa in tre parti, e si chiudeva con il racconto di Julie. Solo successivamente, su consiglio del curatore editoriale, venne aggiunto il finale raccontato da Tit.
Il romanzo, pubblicato nella collana Ragazzi Mondadori è stato un successo di vendite e di critica, vincendo il Premio Andersen 2017 nella categoria Miglior libro oltre i 12 anni, il Premio Frignano 2016, il Premio Protagonista Jove 2021 nella categoria 12-14 anni. È stato tradotto in dieci lingue fra cui tedesco, francese, olandese, spagnolo, catalano, polacco, ceco, danese e russo.

## Trama

### Parte I: Il Bayou

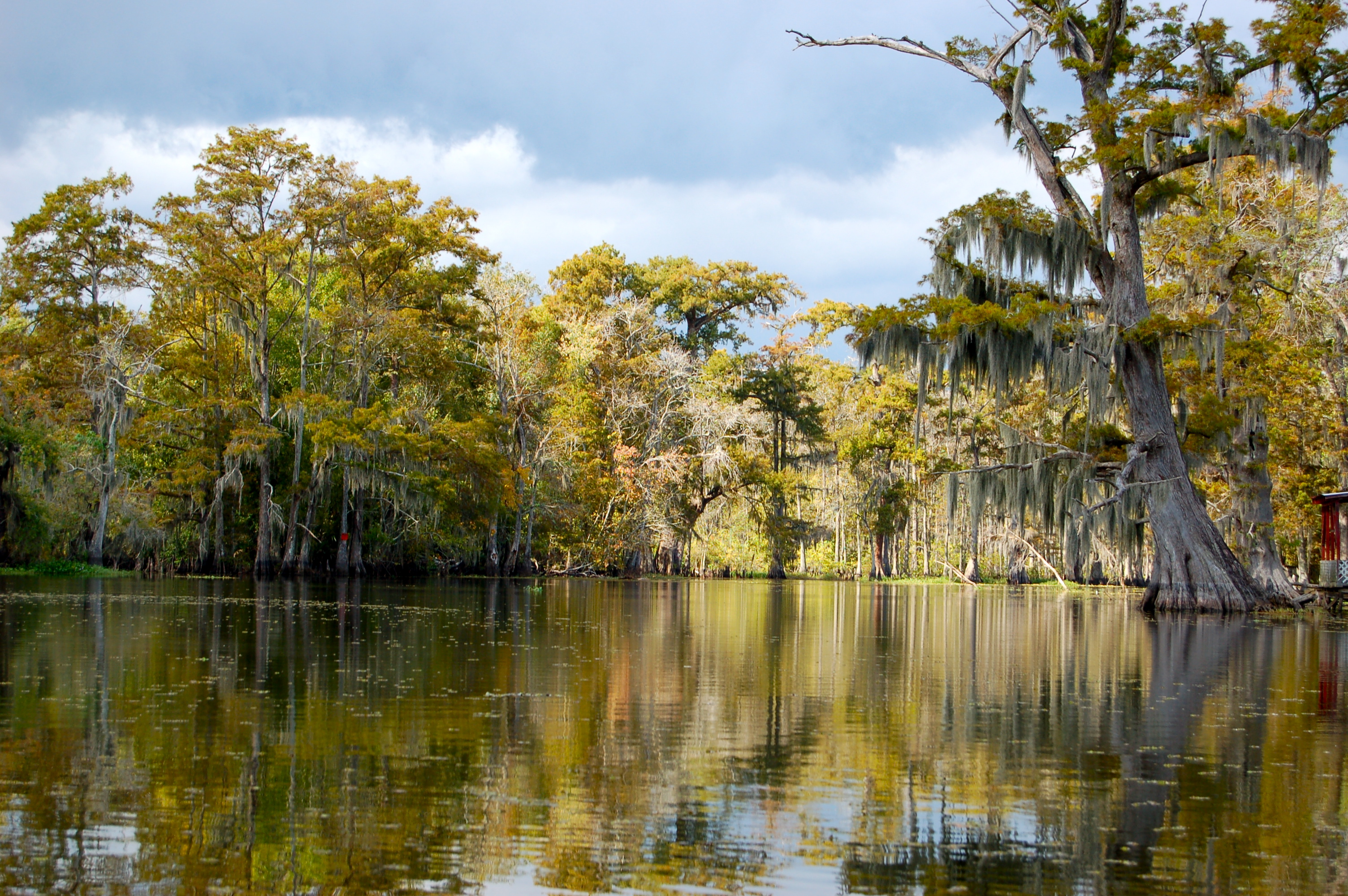
Bayou in Louisiana

Eddie, Te Trois, Julie e Tit sono quattro amici che vivono in una cittadina che sorge a ridosso del paludoso delta del Mississippi, il bayou, una distesa paludosa popolata da zanzare, serpenti e alligatori.
Proprio in mezzo al bayou sorge il loro rifugio, una piccola capanna di canne dove si rifugiano a fumare tabacco e a pescare pesci gatto. Un pomeriggio  Te Trois pesca un barattolo di latta con dentro tre dollari, che per i ragazzi sono un piccolo tesoro; dopo accese discussioni su come spenderli, decidono in segreto di ordinare una rivoltella dal Rinomato Catalogo Walker & Dawn. Quando il pacco arriva i quattro, con gran delusione, trovano al suo interno un vecchio orologio rotto da capostazione al posto della desiderata rivoltella. Non potendo sporgere reclamo, poiché l'ordine era stato fatto a nome della madre di Te Trois, sono costretti a tenersi l'orologio. L'unico ad esserne contento è Tit, che è rimasto affascinato dall'oggetto e passa il suo tempo a far scattare le lancette, che girando il meccanismo si muovono seguendo una sequenza fissa di posizioni.
Dopo qualche giorno arriva al villaggio un agente della Walker & Dawn di nome Jack, incaricato di recuperare il vecchio orologio offrendo una ricompensa di 50 dollari. I ragazzi inizialmente accettano lo scambio, ma quando si presentano all'appuntamento scoprono che Jack era un criminale che voleva recuperare con la forza l'oggetto; dopo una colluttazione riescono a fuggire nel bayou, mentre Jack inseguendoli rimane incastrato nelle sabbie mobili e viene divorato da un alligatore. Ispezionando il portafogli del morto trovano dei soldi e una lettera di Mr. Walker, proprietario del catalogo, che promette una ricompensa 4.000 dollari in cambio dell’orologio. I quattro amici, capendo che è un'occasione unica per diventare ricchi e cambiare la propria vita, decidono di mettersi in viaggio a bordo della loro canoa verso Chicago per consegnare l'orologio e ricevere la ricompensa.

### Parte II: Il fiume e la strada

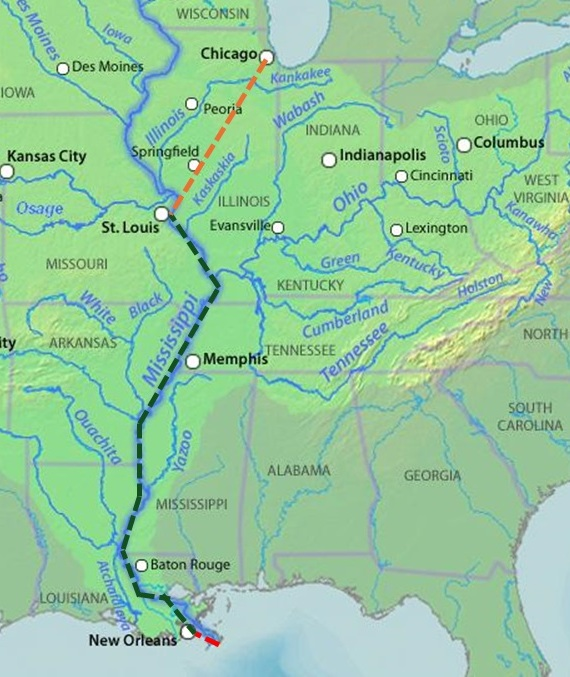
Il viaggio dei ragazzi verso Chicago. In rosso il percorso in canoa, in verde in battello e in arancione in treno

La prima tappa del loro viaggio è New Orleans, dove giungono dopo due giorni di navigazione in canoa sotto la guida di Ed. Qui comprano dei vestiti nuovi utilizzando i soldi trovati nel portafogli di Jack, e dopo una giornata dedicata all'esplorazione della grande città in cui scoprono la musica jazz e provano l'alcool, riescono a imbarcarsi su un battello a vapore diretti a St. Louis.
Insospettito dal fatto che viaggiassero da soli, il capitano affida Julie alla custodia di una vecchia vedova molto religiosa, mentre Te Trois, Ed e Tit, liberi di muoversi per la nave, fanno amicizia con i mozzi René, Mike, Tom e con un clandestino di nome Cheat. Durante la navigazione Julie scopre che qualche giorno prima della consegna dell'orologio, a Chicago era stato ucciso Mr. Darsley, che quattro anni prima era stato condannato per l'omicidio di Ms. Dawn, fondatrice del catalogo. A Memphis i quattro scendono dalla nave per esplorare la città, ma mentre rientrano al battello vengono bloccati in un vicolo da Cheat, René e Tom che vogliono rubargli portafogli e orologio. Grazie alla prontezza di riflessi di Te Trois riescono a fuggire e a salire sulla nave giusto in tempo, mentre i loro aggressori rimangono bloccati a terra.
Sulla nave fanno amicizia con il baro Edward Berry, che dopo averli coinvolti in una partita di poker truccata, gli racconta ulteriori dettagli sull'assassinio di Ms. Dawn. Mr. Darsley, che era innamorato di Ms. Dawn, si era sempre proclamato innocente ma era stato indicato come colpevole perché per il delitto era stata usata la sua pistola. Grazie ai suoi avvocati era riuscito a salvarsi dall'impiccagione, ma era stato condannato all'ergastolo, da cui poi era riuscito a evadere. Sempre Berry suggerisce ai ragazzi che il modo più semplice per raggiungere Chicago per chi non ha soldi come loro è di viaggiare come clandestini su un treno merci.
Sbarcati a Saint Louis, dopo qualche difficoltà riescono a salire su un treno diretto alla loro meta; esausti dopo il lungo viaggio, si addormentano profondamente dimenticando di saltare giù dal treno prima dell'arrivo in stazione, venendo arrestati come clandestini dalle guardie ferroviarie che li scoprono nel vagone.

### Parte III: La città
Julie riesce in qualche modo a nascondere l'orologio, ma le guardie trovano il portafogli di Jack e la lettera di Mr. Walker e li segnalano alla polizia. Poiché nessuno di loro riesce a spiegare per quale motivo si trovano a Chicago, né vuole dare i contatti dei propri familiari, Te Trois, Ed e Tit vengono mandati in un riformatorio maschile mentre Julie viene portata alla casa di correzione St. Mary, dove passa le giornate a rilegare a mano vecchi giornali.
Leggendo i giornali che rilega, Julie scopre che prima di morire Miss Dawn aveva convertito tutti i suoi averi in azioni al portatore, che non erano mai state ritrovate. Una sera il distinto Mr. Raphael arriva alla St. Mary, e libera Julie portandola in un lussuoso albergo, dove rincontra i suoi compagni. La mattina dopo Raphael li porta davanti a Mr. Walker, che dopo averli fatti ubriacare gli sottrae con l'inganno l'orologio e ordina che siano nuovamente imprigionati. Ed, l'unico a non aver bevuto, si accorge di cosa sta succedendo e con l'aiuto di Julie riesce a far uscire fuori strada la macchina che li trasporta e a fuggire.
Soli in una città sconosciuta, i ragazzi si dirigono alla redazione del Chicago Tribune dove sperano di trovare una giornalista che gli aveva lasciato un biglietto da visita fuori dalla sede della Walker & Dawn. Con il suo aiuto riescono a scoprire che le azioni di Ms. Dawn si trovano in una cassetta di sicurezza della stazione, la cui combinazione è formata dai numeri che indicava l'orologio girando la manopola. Grazie alla memoria di Tit, che ricordava perfettamente la sequenza delle lancette, i quattro amici diventano proprietari della Walker & Dawn, mentre il signor Walker, che era responsabile del doppio assassino di Ms. Dawn e Mr. Darsley viene arrestato.

### Parte IV: La grande casa
L'epilogo del romanzo è raccontato da Tit, ormai diventato anziano. I quattro, diventati milionari dopo aver riscattato e venduto le azioni al portatore di Ms. Dawn, si erano separati e avevano seguito le loro vite.
Ed era diventato medico come suo padre, ed era tornato a vivere nel bayou, a cui era legato indissolubilmente.
Julie e Te Trois si erano sposati, ma la relazione non era andata avanti per via della sete d'avventura di Te Trois, che aveva abbandonato la ragazza per partire in giro per il mondo. Julie non si era persa d'animo ed era stata eletta senatrice, battendosi per i diritti delle bambine e dei più deboli. Tit aveva vissuto vicino a lei per tutta la vita, trascorrendo un'esistenza pacifica e tranquilla.
L'occasione per ritrovarsi un'ultima volta è la visita di Ed, venuto ad annunciare la morte di Te Trois e ad adempiere l'ultimo desiderio del compagno.

## Personaggi
- Te Trois (Peter) è il terzo figlio della famiglia Chevalier, vive in una fattoria con la madre rimasta vedova e i suoi dopo tre fratelli Chuck, Te Deux e Te Cinq. Forte e determinato è il leader del gruppo, e intraprende il viaggio principalmente per la sua voglia di avventura e di esplorare il mondo.
- Eddie (Edward) è il figlio del medico del paese. Porta gli occhiali, è uno studioso diligente ed è più pauroso e imbranato dell'amico Te Trois. Fra i quattro è l'unico benestante, e cerca sino all'ultimo di convincere gli amici a non intraprendere il viaggio per Chicago, arrendendosi a partire solo per paura di dover tornare a casa da solo e giustificare la scomparsa degli altri tre. Ha un profondo legame con la natura e con il bayou, grazie alle lezioni ricevute dal vecchio Joe, sciamano Choctaw del paese, che gli ha insegnato a capire e interpretare i comportamenti degli animali.
- Julie è una ragazza della stessa età di Eddie e Te Trois. Ha i capelli rossi e le lentiggini, gli occhi scuri e una piccola fessura in mezzo agli incisivi. È molto bella, tanto che in paese è chiamata "Jolie Julie" o "Joju", ma allo stesso tempo è emarginata da tutti poiché figlia di una ragazza madre. Ha un carattere forte e determinato, e tiene sotto la sua ala protettiva suo fratello Tit. Intraprende il viaggio per cercare un riscatto dalla povertà.
- Tit (Francis) è il fratello minore di Julie. Pur essendo figli della stessa madre hanno padri diversi, e mentre Julie è bianca, Tit è nero. È il più giovane e debole del gruppo, e ha smesso di parlare in seguito a un raid del Ku Klux Klan avvenuto quando era bambino.